# Bernardo Martins
Bernardo Sousa Pereira Brites Martins, noto semplicemente come Bernardo Martins (Porto, 4 dicembre 1997), è un calciatore portoghese, centrocampista del Moreirense.

## Caratteristiche tecniche
È un esterno sinistro.

## Carriera
Cresciuto nel settore giovanile del Leixões, ha esordito in prima squadra il 14 agosto 2016 disputando l'incontro di LigaPro perso 1-0 contro il Cova da Piedade.
Ha debuttato in Primeira Liga il 10 agosto 2019 disputando con il Paços Ferreira l'incontro perso 5-0 contro il Benfica.